# 董鏞 (光緒進士)
董鏞（?—?），直隸省安肅縣人，清朝政治人物、進士出身。
光緒三十年，會試第76名；殿試登進士三甲第133名，后分發為知縣。